# Buhoci
Buhoci is een Roemeense gemeente in het district Bacău.
Buhoci telt 4994 inwoners.